# Brouwerjev izrek o negibni točki
Brouwerjev izrek o negibni točki, imenovan po nizozemskem matematiku L. E. J. Brouwerju, je matematični izrek, ki trdi, da ima vsaka zvezna funkcija f z zaprte enotske sfere B n nase negibno točko; tj. točko, za katero velja f(x) = x. Pri tem je n poljubno pozitivno celo število in zaprta enotska sfera množica vseh takšnih točk evklidskega n-razsežnega prostora {\displaystyle \mathbb {R} ^{n}}, ki so od izhodišča oddaljene največ 1.
Izrek ima več zgledov v »resničnem svetu«. Znana neformalna različica tega izreka je, da »se kosmate žoge ne da počesati enakomerno«, druga pa je takšna: vzameta se dva enaka lista papirja, s koordinatnim sistemom na vsakem od njiju. Enega se položi na mizo, drugega pa se zmečka (vendar se ne strga!) in zmečkanega poljubno položi na drugega. Na zmečkanem listu bo vsaj ena točka, ki leži točno nad ustrezno točko (tj. tisto z enakimi koordinatami x in y) na nezmečkanem listu. To je zgled Brouwerjevega izreka za primer n = 2, kjer je zvezna preslikava projekcija vsake točke zmečkanega lista na točko spodnjega lista.
Ena od meteoroloških posledic Brouwerjevega izreka je, da v vsakem trenutku na Zemlji obstaja točka, kjer vlada brezvetrje.
Brouwerjev izrek o negibni točki je bil eden od zgodnjih dosežkov algebrske topologije in je osnova za splošnejše izreke o negibnih točkah iz funkcionalne analize. Sam Brouwer ga je leta 1909 dokazal za primer n = 3. Jacques Salomon Hadamard je leta 1910 dokazal splošni primer, za kar je Brouwer leta 1912 našel drugačen dokaz; kljub svojim intuicionističnim idealom mora biti tudi njegov dokaz nekonstruktivističen.